# Karsten Kørelærer
Karsten Kørelærer er en fiktiv figur, der optrådte i de succesfulde Sonofon-reklamefilm i starten af 2000-tallet og i folkekomedien Polle Fiction fra 2002. Han bliver spillet af skuespilleren Søren Malling.

## Om Karsten
Karsten er en pervers og grovgusten stodder (til at starte med) i slutningen af 30'erne, der bor i landsbyen Snave på Fyn. Han er veltrænet, men en smule tyk, går med briller og lider af astma. Han tager imod sex for kørelektioner af landsbyens unge piger. 
Til at starte med er Karstens ærkefjende den enfoldige ungkarl Polle. Men deres fjendskab udvikler sig til et venskab, hvor de bliver bedste venner, efter Polle har givet Karsten en ordentlig lærestreg, der får ham til at tænke om Polle på en ny måde. Sammen starter de en Sonofonbutik i Snave, hvor de begge er butiksbestyrere og mobilfunktionskonsulenter. Efter de to slår sig sammen, stopper de to ballademagere Heino og Jøgge langsomt med at drille Polle, eftersom han har fået sig en stærk beskytter.

## Sprog
Karsten taler en form for sydfynsk bondesprog sammen med sine bekendte i landsbyen. De bruger udtryk som sms-beskeder i en ungdomsklub, som "total i orden", "utidig", "olympisk" og "rent fakta".